# Victor Pemberton
Victor Pemberton (London-Islington, 1931. október 10. – Spanyolország, 2017. augusztus 13.) brit író, filmproducer.

## Filmjei
Forgatókönyvíró
- Send Foster (1967, tv-sorozat, egy epizód)
- Ki vagy, doki? (Doctor Who) (1968, tv-sorozat, hat epizód)
- Adventure Weekly (1969, tv-sorozat, két epizód)
- Timeslip (1971, tv-sorozat, hét epizód)
- Tightrope (1972, tv-sorozat, 13 epizód)
- Ace of Wands (1972, tv-sorozat, hét epizód)
- New Scotland Yard (1972, tv-sorozat, egy epizód)
- The Adventures of Black Beauty (1972–1973, tv-sorozat, két epizód)
- Within These Walls (1975, tv-sorozat, egy epizód)
- Tales from the Thousand and One Nights (1981, tv-film)
- The Case of the Frightened Lady (1983, tv-film)

Producer
- Benny Hill: Laughter and Controversy (1991, tv-dokumentumfilm)
- Benny Hill: The World's Favorite Clown (1991, tv-dokumentumfilm)